# Daria Halprin
Daria Halprin (* 30. Dezember 1948 als Daria Schuman Halprin in San Francisco, Kalifornien) ist eine ehemalige US-amerikanische Schauspielerin und Kunsttherapeutin.

## Leben
Daria Halprin wurde in der San Francisco Bay Area geboren und wuchs dort auf. Ihre Eltern sind die Choreographin Anna Halprin (geborene Schuman) und der Landschaftsarchitekt Lawrence Halprin. Daria Halprin studierte Anthropologie an der University of California. Während ihres Studiums wirkte sie 1968 in einem Film namens Revolution mit, einem Dokumentarfilm von Jack O’Connell. 1970 brach sie das Studium zugunsten der weiblichen Hauptrolle in Michelangelo Antonionis Film Zabriskie Point ab. Zusammen mit dem männlichen Hauptdarsteller Mark Frechette lebte sie anschließend in der Kommune Lyman Family. 1972 spielte sie neben Donald Pleasence eine Hauptrolle in dem Thriller Das zweite Kommando, die ihr letzter Filmauftritt blieb. Im selben Jahr heiratete sie Dennis Hopper. Aus der Ehe ging eine Tochter hervor; beide ließen sich 1976 scheiden. Daria Halprin heiratete später den Arzt Khosrow Khalighi, mit dem sie zwei Kinder hat.
Halprin nahm daraufhin ein Studium der Psychologie auf und gründete 1978 zusammen mit ihrer Mutter Anna Halprin in Kalifornien das Tamalpa Institute, in dem unter anderem Tanz und Schauspiel als Künstlerische Therapien nach der Expressive Arts Therapy zum Einsatz kommen. Das Institut existiert unter ihrer Leitung bis heute und bietet Kurse auch außerhalb der eigenen Räumlichkeiten an. Über die Arbeit mit der Expressive Arts Therapy hat sie 2003 das Buch The Expressive Body in Life, Art, and Therapy. Working with Movement, Metaphor, and Meaning veröffentlicht. Es erschien 2013 in einer deutschen Ausgabe unter dem Titel Was der Körper zu erzählen hat. Expressive Arts Therapy in Theorie und Praxis (K. Kieser Verlag, München).

## Filmografie
- 1969: Revolution (Dokumentarfilm)
- 1970: Zabriskie Point
- 1972: Das zweite Kommando (The Jerusalem File)